# Ликсненская волость
Ликсненская волость (латыш. Līksnas pagasts) — одна из 25 волостей Аугшдаугавского края Латвии. Административным центром волости является село Ликсна.